# Julien Caussé
Julien Caussé, né Jules Caussé à Bourges le 27 janvier 1869 et mort à Bry-sur-Marne le 5 mars 1938, est un sculpteur français.

## Biographie
Il grandit dans une famille d'artistes puisque son père Auguste-Marie Caussé (1834-1907) et son frère cadet Auguste Caussé (1870-1924) sont également sculpteurs. Élève d'Alexandre Falguière, il s'installe à Paris vers 1890 et expose au Salon des artistes français de 1888 à 1913. Il obtient une mention honorable au Salon de 1892, ainsi qu'une médaille de 3e classe en 1893 et une mention honorable à l'Exposition universelle de 1900. Il épouse Camille Pradier en mars 1897 à Paris.
Il crée de nombreuses statues ainsi que des lampes.
Il est toujours actif en 1929 dans le XIVe.
Domicilié à la Fondation Favier de Bry-sur-Marne dans les années 1930, il y meurt le 5 mars 1938,.